# Trophodiscus
Genre
Trophodiscus est un genre d'étoile de mer de la famille des Astropectinidae.

## Taxinomie
Selon World Register of Marine Species (2 février 2015) :
- Trophodiscus almus Fisher, 1917
- Trophodiscus uber Djakonov, 1927